# Hildene
Hildene, auch bekannt als Robert Todd Lincoln Estate, ist ein denkmalgeschütztes Haus in Manchester, Bennington County, Vermont und war die Sommerresidenz von Robert Todd Lincoln.

## Geschichte
Das auf einem 412 Acre großen Grundstück liegende Anwesen wurde im Jahr 1904 durch das Bostoner Architekturbüro Shepley, Rutan und Coolidge für Robert Todd Lincoln, den ersten Sohn von Abraham Lincoln, errichtet. Lincoln lebte hier bis zu seinem Tod im Jahre 1926. Hildene befand sich danach weiterhin im Besitz der Familie Lincoln, bis die Enkelin des Erbauers, Mary Lincoln Beckwith, verstarb und das Anwesen als Erbe an die Christian Science Church fiel.
Hildene wurde am 28. Oktober 1977 als Baudenkmal in das National Register of Historic Places aufgenommen. Neben Hildene, dem Wohnhaus, liegen noch 21 weitere Bauwerke auf dem Grundstück verteilt, welche als Contributing Properties zählen, darunter ein Kutschenhaus, Farmhäuser und Scheunen aus dem frühen 19. Jahrhundert sowie weitere Nebengebäude.

## Architektur
Hildene ist im Stile des Georgian Revival gestaltet und überblickt auf einem Vorgebirge stehend das in einem Tal liegende Manchester. Die nach Norden gerichtete Frontfassade hat eine Länge von 14 Fensteröffnungen, während die Seitenwände eine Breite von zwei Fenstern haben. Der Zentralbau ist zweieinhalb Stockwerke hoch, die beiden Seitenflügel sind eine halbe Etage tiefer und schließen wie der Hauptteil mit einem Walmdach ab.